# Cryptosporiopsis coryli
Cryptosporiopsis coryli är en svampart som först beskrevs av Peck, och fick sitt nu gällande namn av B. Sutton 1980. Cryptosporiopsis coryli ingår i släktet Cryptosporiopsis och familjen Dermateaceae.   Inga underarter finns listade i Catalogue of Life.